# Credința, Constanța
Credința este un sat în comuna Chirnogeni din județul Constanța, Dobrogea, România. Se află în partea de sud a județului, în Podișul Negru Vodă. În trecut se numea Sofular. La recensământul din 2002 avea o populație de 326 locuitori. În sat au locuit germani dobrogeni de religie evanghelică.